# Georg Kulenkampff
Georg Kulenkampff (Brema, 23 gennaio 1898 – Sciaffusa, 4 ottobre 1948) è stato un violinista tedesco, nonché insegnante di violino.

## Biografia
Studiò nella città natale con Ernst Wendel e a Berlino con Willy Hess. Dal 1916 al 1919 fu direttore e violino solista dell'Orchestra Sinfonica di Brema.
Nel 1919 si trasferì a Berlino, dove svolse attività di insegnante alla Hochschule dal 1923 al 1926 e quindi dal 1931 al 1943. A Berlino il 26 novembre 1937 prende parte alla prima esecuzione mondiale del Concerto per violino e orchestra in re minore WoO 23 opera postuma (1853) di Robert Schumann, con Karl Böhm alla guida dei Berliner Philharmoniker. Nel 1943 si stabilì in Svizzera ed insegnò al Conservatorio di Lucerna.
Svolse attività di solista, soprattutto in Germania e Svizzera, anche in trio con Edwin Fischer e Enrico Mainardi, ammirato per la grande compostezza dello stile.
La sua fama è comunque legata all'attività concertistica. I suoi scritti apparvero postumi nel 1952 con il titolo Geigerische Betrachtungen.

## Scritti
- Georg Kulenkampff, Geigerische Betrachtungen, Regensburg, Gustav Bosse, 1952; edizione postuma a cura di Gerhard Meyer-Sichting